# Yozhef Betsa
Yozhef Yozhefovich Betsa - em russo e em ucraniano, Йожеф Йожефович Беца (Mukachevo, 6 de novembro de 1929 - Mukachevo, 24 de fevereiro de 2011) - foi um futebolista e treinador de futebol ucraniano e soviético. 
Tinha origens magiares, sendo József Beca seu nome em húngaro, nascido na época em que sua cidade-natal pertencia à Tchecoslováquia (integrando atualmente a Ucrânia). 

## Carreira
Betsa ganhou a medalha de ouro no futebol nos Jogos Olímpicos de Verão de 1956.

## Ligações Externas
- Perfil na Sports Reference